# Економічна історія 20 століття

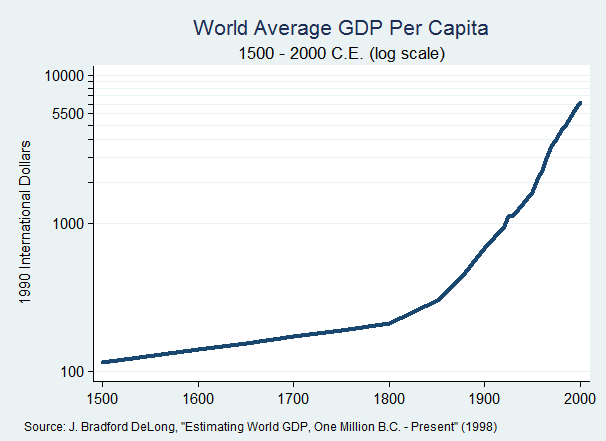
Прискорення зростання ВВП на душу населення з початку промислової революції. Логарифмічний масштаб — прямі відрізки означають експоненційне зростання.

Економі́чна істо́рія 20 столі́ття — історія економічних фактів, що найістотніше вплинула на сьогоднішню картину світу.
На початку століття завершилося формування колоніальної системи, її переформатування, викристалізування найсильніших держав світу (потуг), формування їх сфер впливу, переформатування залежних територій напередодні, між Першою та Другою світовими війнами, аж до здобуття ними незалежності, формування на геополітичній шахівниці біполярного світу на межі США — СРСР з їх сателітами, формування та розпад соціалістичного табору тощо.
«На початку XX століття імперіалістичні держави панували (у тих чи інших формах) над переважною частиною світу».
З останньої чверті XIX століття висуваються нові промислові країни з швидким розвитком і доля Англії у світовому промисловому виробництві скорочується. По Другій світовій війні замість одного домінуючого світогосподарського центру — США — з'явилися три центри, в число яких увійшли Західна Європа і Японія.